# Lamprospilus genius
Lamprospilus genius är en fjärilsart som beskrevs av Carl Geyer 1832. Lamprospilus genius ingår i släktet Lamprospilus och familjen juvelvingar. Inga underarter finns listade i Catalogue of Life.